# Culori (album)
Culori este al șaptelea material discografic al formației Roșu și Negru, apărut la Electrecord în anul 1986. Numele produsului este unul convențional, pe copertă și pe eticheta discului fiind tipărit titlul „Formația Roșu și Negru”. Culori este al doilea LP din seria celor trei publicate pe parcursul anilor '80. La fel ca materialul anterior, conține hit-uri trase în Radio, fiind recuperate înregistrări realizate în perioada 1976–1985.

## Lista pieselor
1. Lumea copilăriei (Liviu Tudan / Nicolae Popeneciu)
2. Zbor (Liviu Tudan / Nicolae Popeneciu)
3. Oglinda (Dan Bădulescu / Dan Bădulescu)
4. Nufăr alb (Liviu Tudan / Liviu Tudan)
5. Scurtă privire asupra timpului (Liviu Tudan / Liviu Tudan)
6. Promisiuni (Liviu Tudan / Nicolae Popeneciu)
7. Sunt fiul țării (Liviu Tudan / Liviu Tudan)
8. Controversă muzicală (Adrian Ordean / Eugen Dumitru)
9. Zborul stelelor (Adrian Ordean / Adrian Ordean)
10. E vremea noastră (Liviu Tudan / Liviu Tudan)
11. Amurgul (Liviu Tudan / Octavian Goga)
12. Flori de timp (Nicolae Dorobanțu, creditat ca Liviu Tudan / Liviu Tudan)
13. Drum în piatră (Liviu Tudan / Liviu Tudan)

## Piese filmate
- „Oglinda” – filmare TVR, 1980, în formula: Liviu Tudan (chitară bas, lider), Dan Bădulescu (solist vocal, chitară slide), Nuțu Olteanu (chitară ritm), Dorel Vintilă Zaharia (baterie).
- „Zbor” – filmare TVR, 1982–1983, în formula: Liviu Tudan (chitară bas, vocal), Adrian Ordean (chitară solo), Gabriel Nacu (chitară ritm), Dorel Vintilă Zaharia (baterie).

## Piese aflate în topuri
Topul Săptămîna (în ordine cronologică):
- „Nufăr alb” (perioada septembrie–23 octombrie 1980): #1 (12–18 septembrie 1980)
- „Amurgul” (perioada 27 martie–18 iunie 1981): #1 (1–14 mai 1981)
- „Zbor” (perioada 9 aprilie–10 iunie 1982): #1 (7–13 mai 1982)
- „Promisiuni” (perioada 1 aprilie–19 mai): #1 (29 aprilie–12 mai 1983)

Piesele „Zbor” și „Promisiuni” au apărut în variante reorchestrate pe albumul Tribut lui Liviu Tudan – Roșu și Negru (lansat la casa de discuri Roton în anul 2007). Ele sunt interpretate de alți soliști vocali: Bogdan Marin „Bodo” (Proconsul), respectiv Adrian Pleșca „Artan” (Timpuri Noi). Piesa „Controversă muzicală” a fost refăcută de Adrian Ordean pentru formația A.S.I.A, cu titlul „Garsoniera ta” și având un text diferit, scris de Dinu Olărașu.